# دونا الدولية
دونا الدولية (DONA International) مؤسسة غير ربحية أُسست عام 1992 وتعد أكبر وأول مؤسسة لتدريب وتطوير دولا (مربية الولادة). الرئيس الحالي للشركة هو Ravae S.M. Sinclair.

## تاريخها
في عام 1980 شكل كل من دكتور Dr. Marshall Klaus والدكتور John H. Kennell شراكة مع دولا (فيليس كلازس وبيني سيميكن وآني كيدني).
في عام 1960 في جامعة جامعة كيس وسترن ريسرف قام كل من كلاس (1927-2017) طبيب حديثي الولادة، وكينيل (1922-2013) طبيب الأطفال، باعطاء مصداقية لدولا (فيليس كلاوس، سيميكن وكيدني) عن طريق دعمهم في ابحاثهم حول الرابطة بين الوالدين والطفل.
دولا من أمريكا الشمالية كانت الأولى من نوعها في تدريب واعتماد الدعم الغير طبي لدولا وقد تميزت بالاحترافية. كان سيمكين أول رئيس لمنظمة دولا من أمريكا الشمالية />." />
في 2004 تمت تسمية المنظمة بمنظمة دونا الدولية
في عام 2016 كان هناك 12000 دولا معتمدة في المنظمة.

## التدريب والاعتماد
تقوم المنظمة على تدريب  دولا على العمل في فترة الحمل وما بعد الولادة والتدريب على الرضاعة الطبيعية حيث يتم تدريسهم وتدريبهم من قبل مدربيين معتمدين قادرين على القيام بالدورات الدراسية المطلوبة والتي تشمل الدعم الجسدي والدعم العاطفي وتدابير الراحة والسلوك المهني

## الدعم
تملك دولا خمس امور تزد دعمها
- تعزيز مهنة دولا ومصداقيتها
- دفع التأمين
- العمل التشريعي
- البحث وجمع البيانات[11]

## روابط خارجية
- DONA International